# Jebchit

Jebchit ou Jibchit (arabe : جبشيت ) est un village libanais situé dans le caza de Nabatieh au Sud-Liban. Il se situe à 70 km de Beyrouth. Ce village compte autour de 25 000 habitants. La population est essentiellement musulmane Chiite.